# Xiamen (flygplats)
Xiamen är en flygplats i sydöstra Kina. Den ligger i staden Xiamen i provinsen Fujian, omkring 210 kilometer sydväst om provinshuvudstaden Fuzhou. Den ligger på ön Xiamen, 8,5 km nordost om centrala Xiamen. 